# Dolné Mladonice
Dolné Mladonice és un poble i municipi d'Eslovàquia. Es troba a la regió de Banská Bystrica.

## Història
La primera menció escrita de la vila es remunta al 1391.

## Demografia
| Godina             | 1994 | 2004    | 2014    | 2024   |
| ------------------ | ---- | ------- | ------- | ------ |
| Nombre de persones | 168  | 142     | 126     | 127    |
| Diferència         |      | −15,47% | −11,26% | +0,79% |

| Godina             | 2023 | 2024   |
| ------------------ | ---- | ------ |
| Nombre de persones | 132  | 127    |
| Diferència         |      | −3,78% |